# Økonomisk simulationsspil
Økonomiske simulationsspil er spil som afspejler en økonomi, hvor de fleste by-byggespil som Sim City, er spil som har et mål som f.eks at få en by eller butik til at fungere og få fremgang. De fleste Tycoonspil som Railroad Tycoon og Pizza Tycoon er rene økonomiske spil hvor penge er hovedmålet.
I et økonomisk simulationsspil har du ikke nogen direkte kontrol over figurer eller biler, du har dog, som i et gudespil en indirekte kontrol, da man bestemmer hvor f.eks en vej skal gå eller hvor skinner skal ligge. 
Et af de bedste eksempler på et økonomisk simulationsspil er Capitalism, en forretningssimulation hvor spillere bygger industri. 
Et andet ambitiøst forretningsspil er Transport Tycoon, spillet ligner SimCity 2000, men i Transport tycoon styrer og designer man et transportimperium for mere end én by.

## Eksempler
- Capitalism, kapitalisme og økonomiske simulationsspil
- Sim City-serien, Et by-bygge simulationsspil.
- Railroad Tycoon, byg dit eget jernbanefirma. Efterfølger Railroad Tycoon 2 og Railroad Tycoon 3. Denne genre var så succesfuld at det gav et boom for andre "tycoon" spil, de mest kendte er Rollercoaster Tycoon, Transport Tycoon and Zoo Tycoon, i disse spil tager spilleren kontrol over en forlystelsespark, transport i en stor by og en zoologisk have.
- Zoo Tycoon og Zoo Tycoon 2, dette spil går ud på at bygge og kontrollere en zoologisk have.
- SimFarm, dette spil går ud på at bygge og kontrollere et landbrug.
- SimIsle, dette spil går ud på at bygge og kontrollere et højhus.
- Industryplayer, her kontrollerer spilleren en industri.